# Маскаренські ліси
Маскаренські ліси (ідентифікатор WWF: AT0120) — афротропічний екорегіон тропічних та субтропічних вологих широколистяних лісів, розташований на Маскаренських островах.

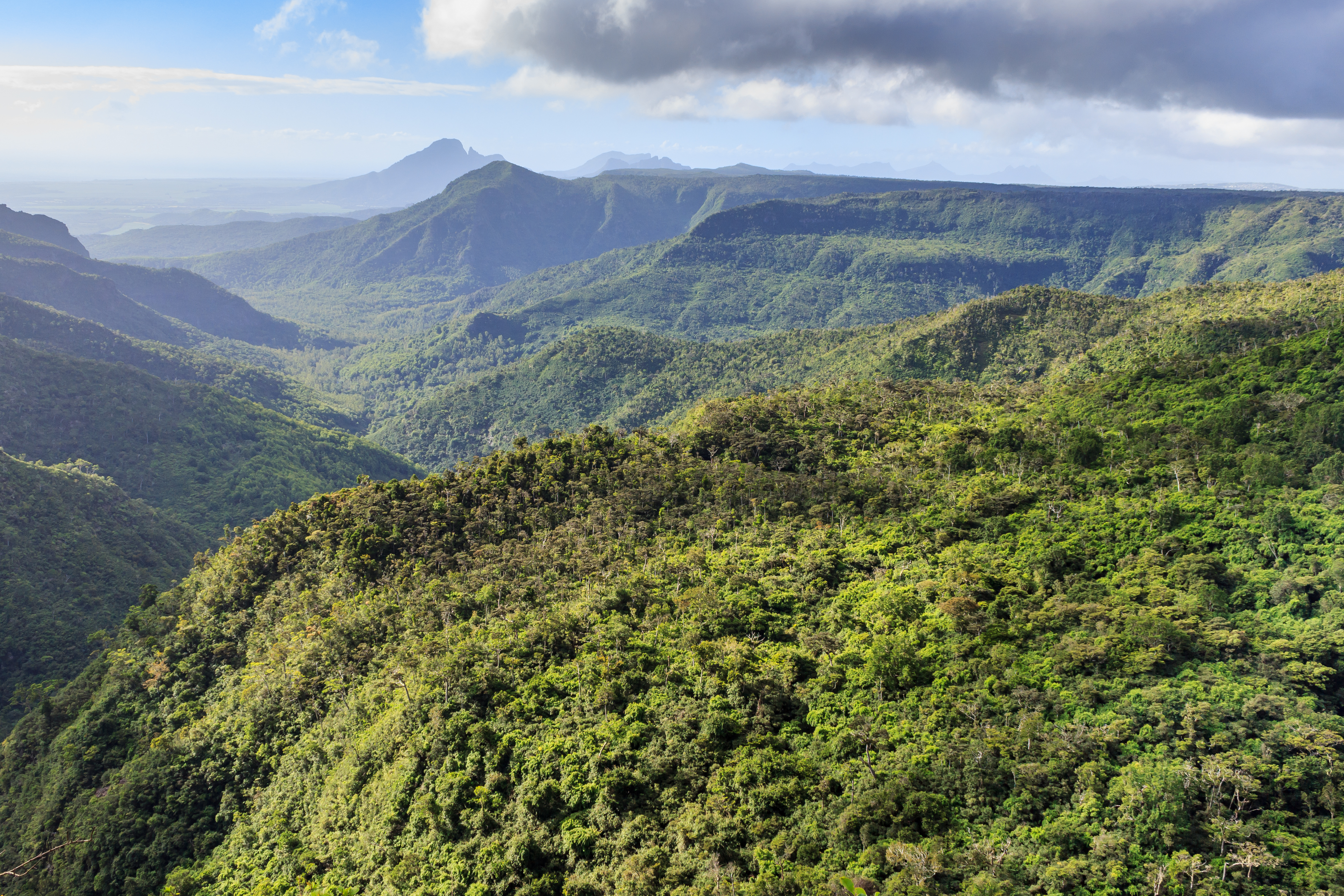
Ландшафт Національного парка ущелини Чорної річки на Маврикії

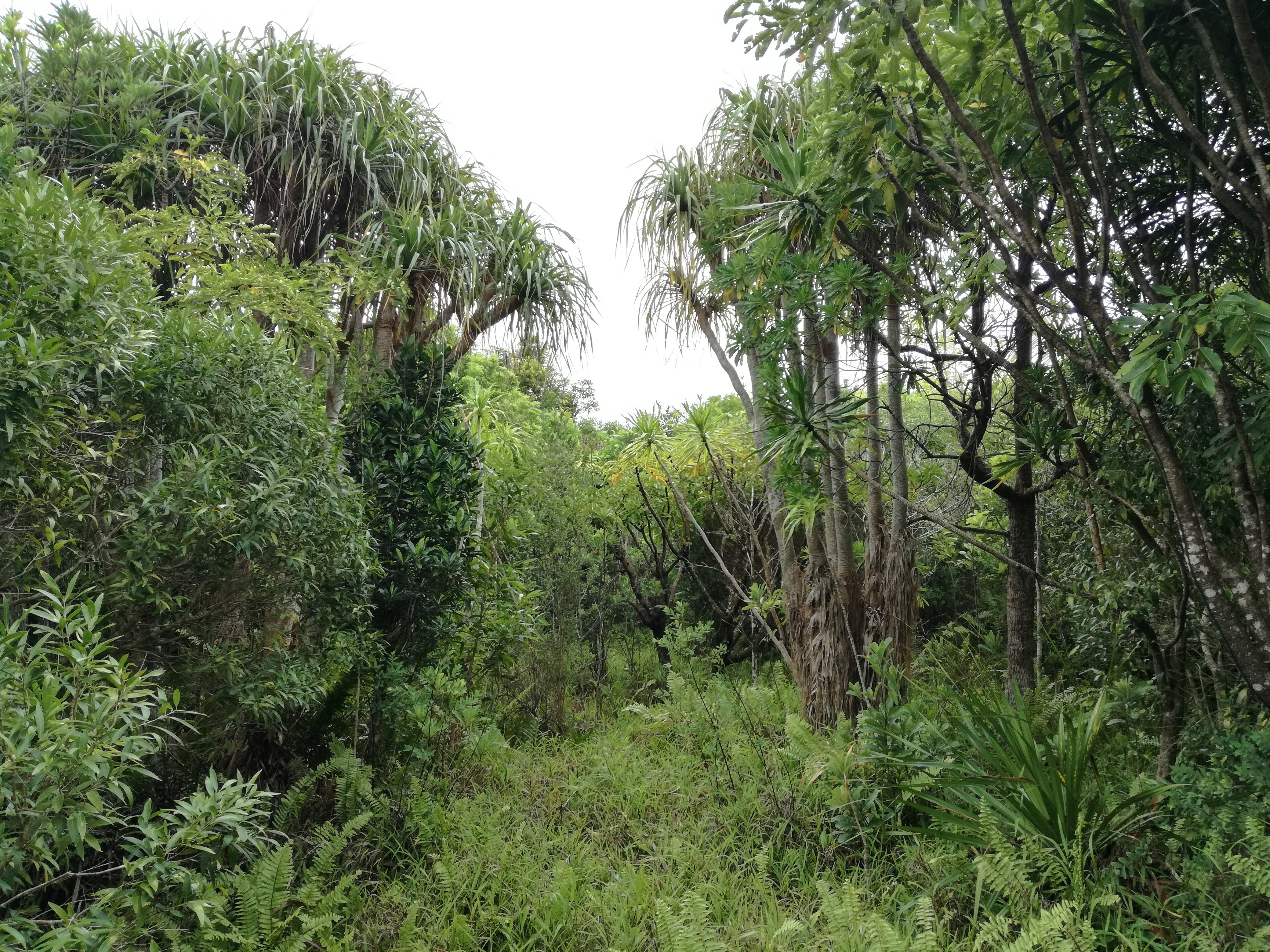
Ландшафт заповідника Природний заповідник Гранд-Монтань на Родригесі

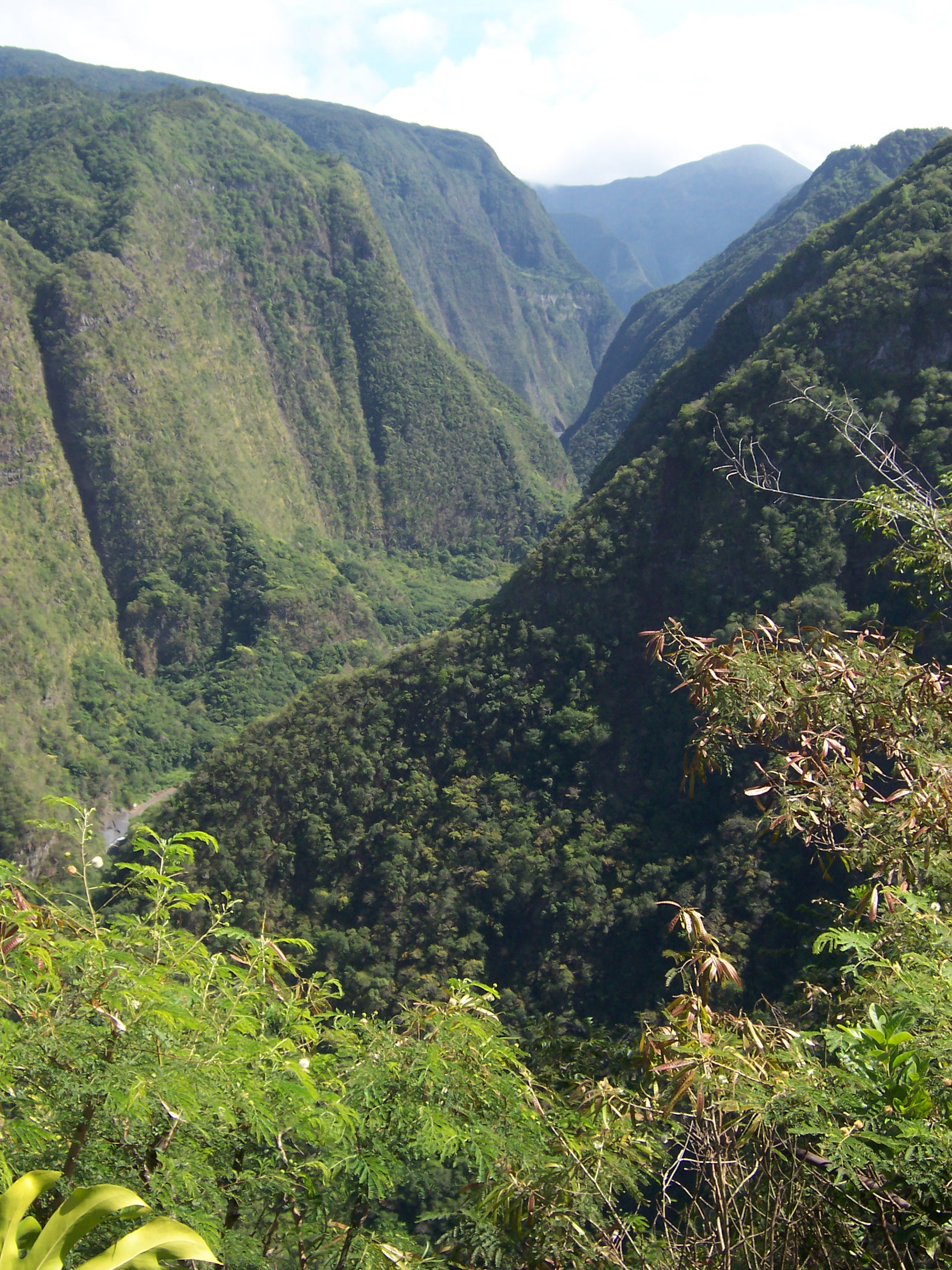
Високогір'я та ущелини Реюньйону

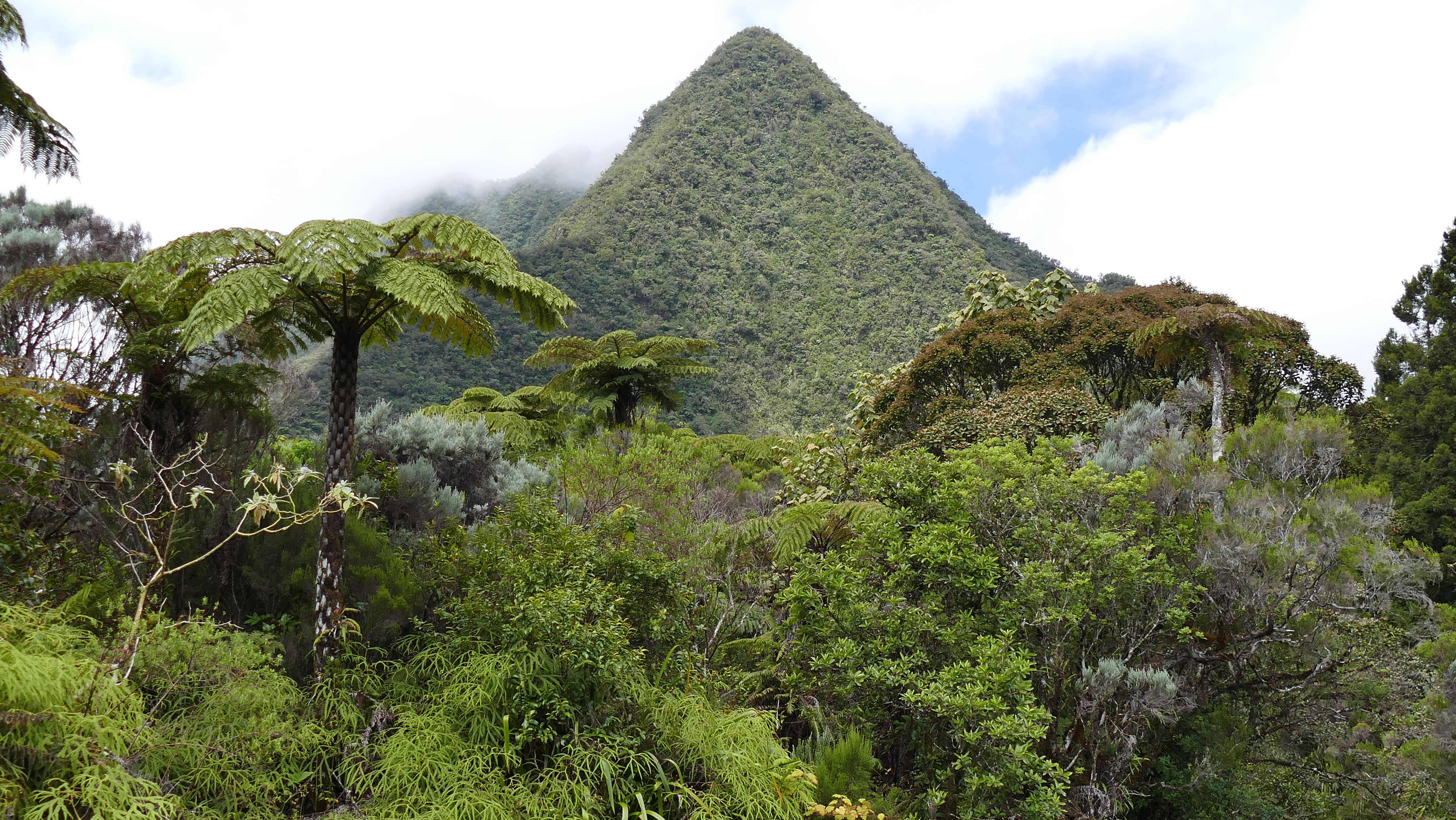
Високогір'я Реюньйону

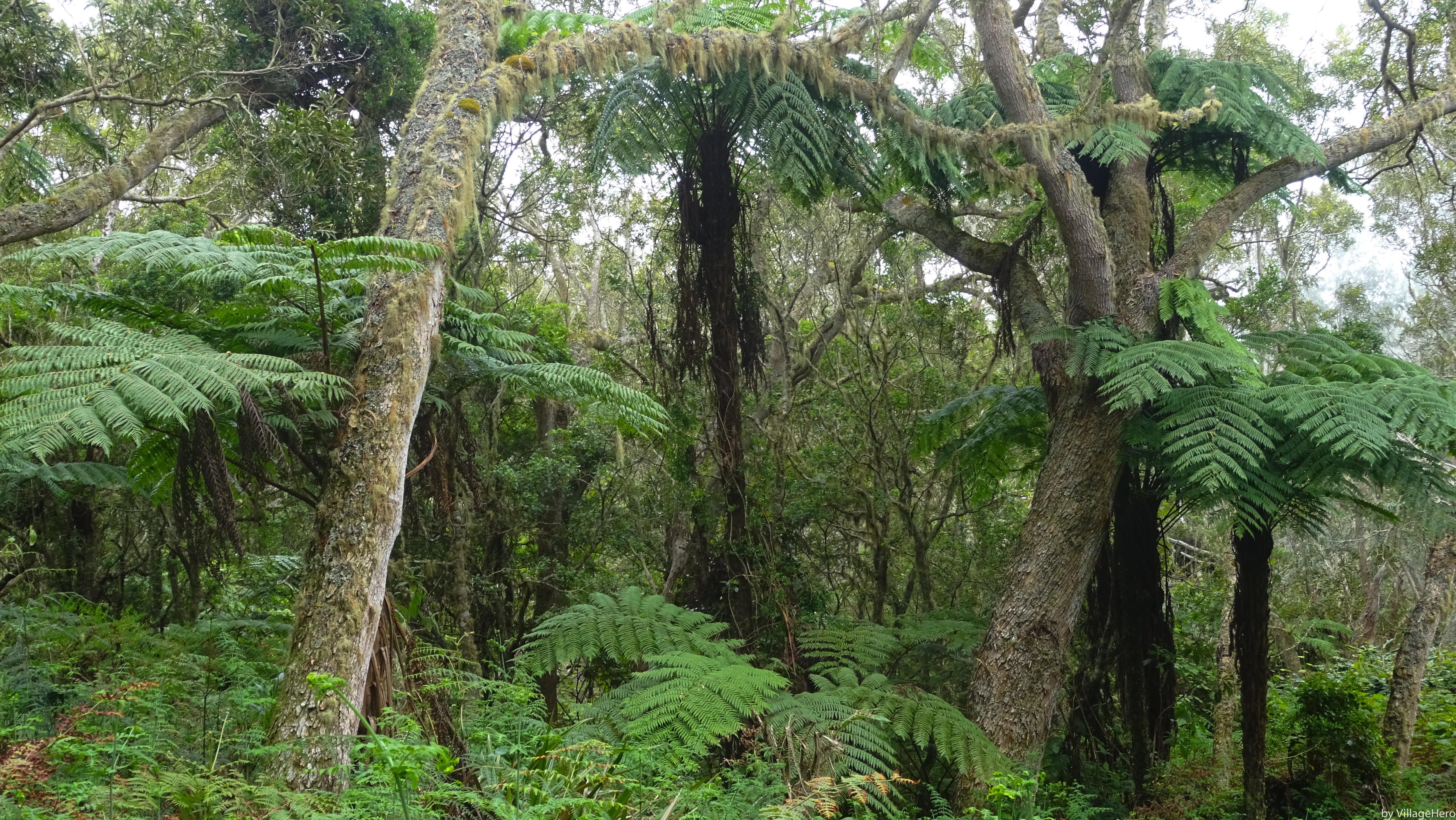
Ліс на Реюньйоні

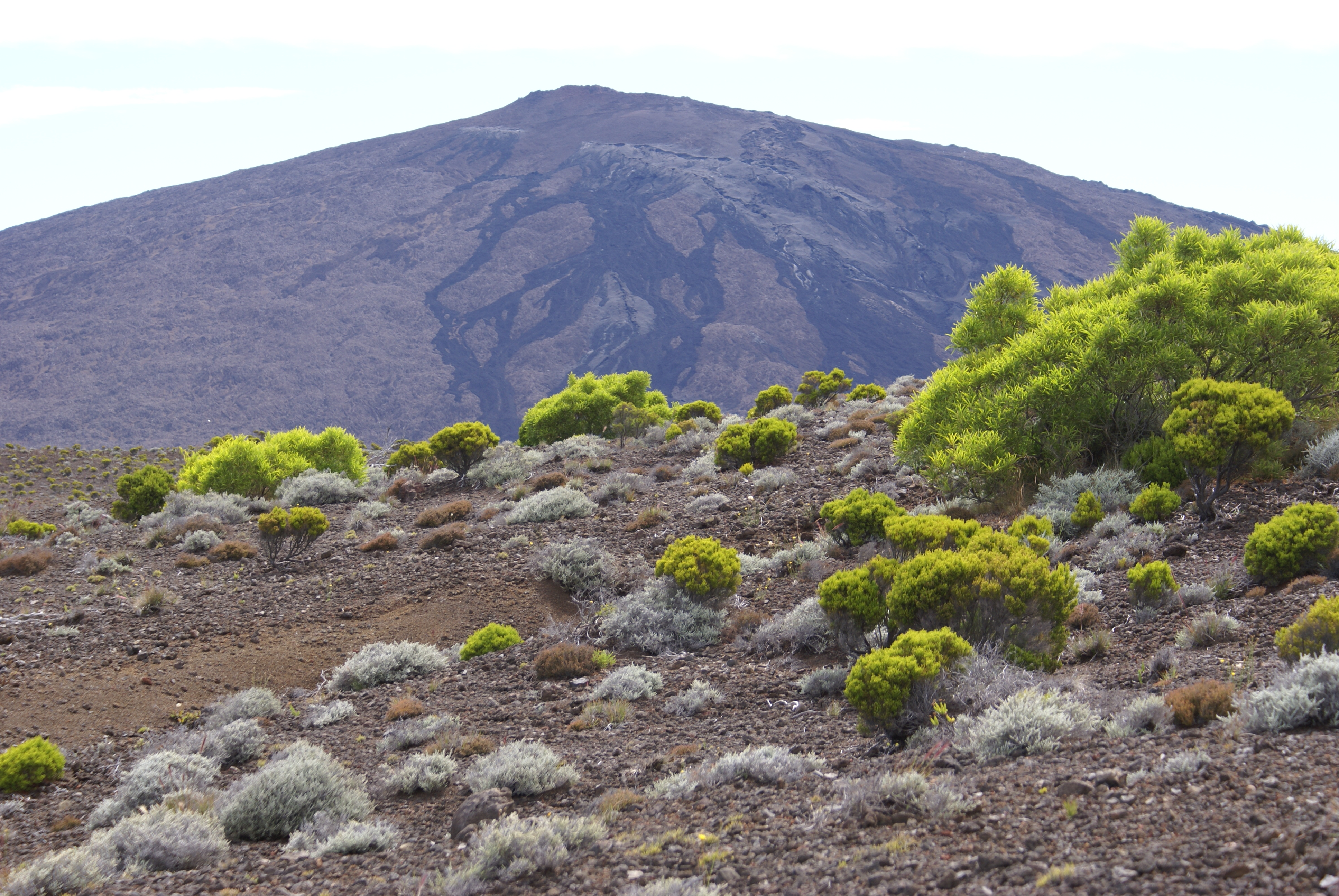
Субальпійські пустища на вершині Пітон-де-ла-Фурнезу (Реюньйон)

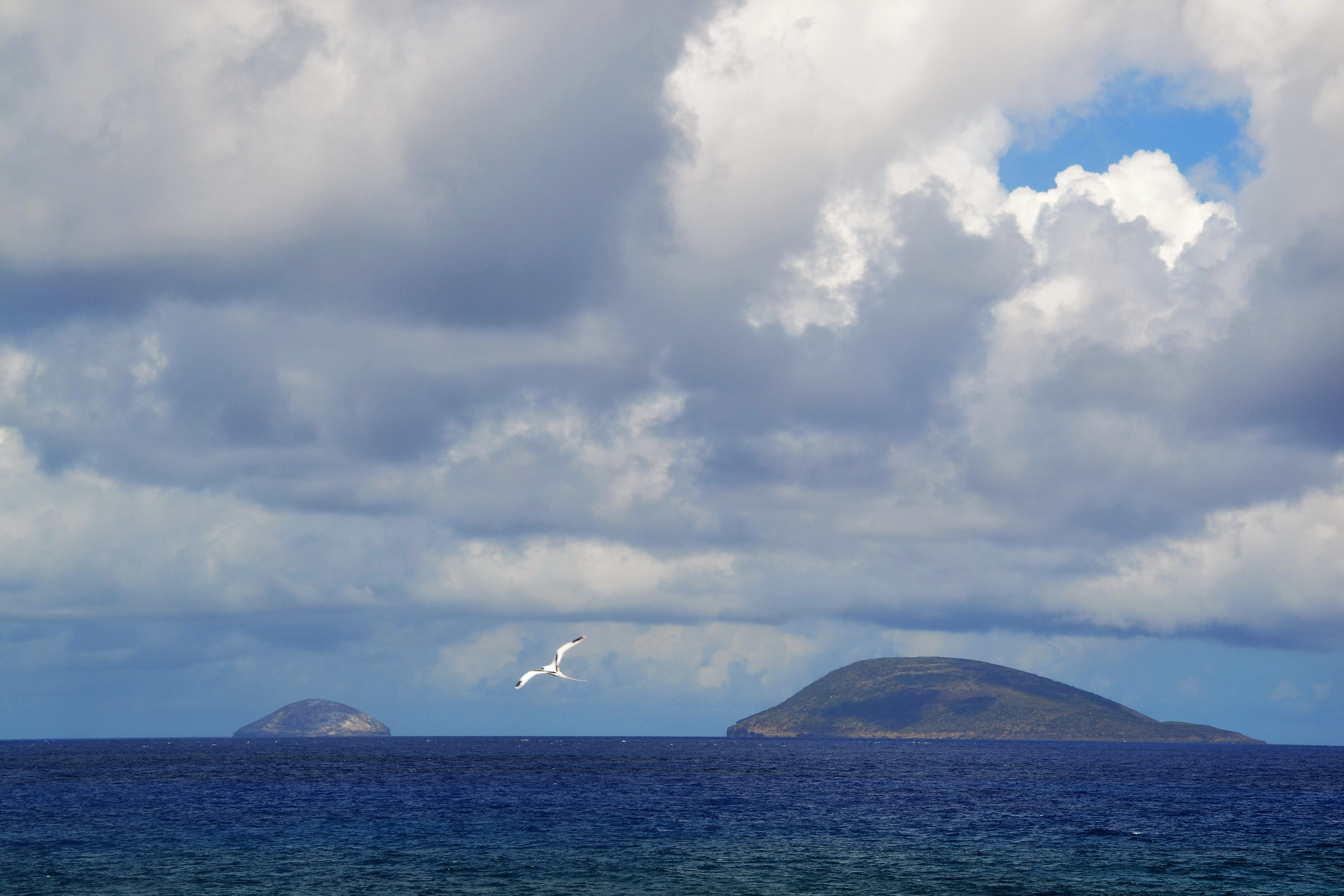
Острови Іль-Ронд та Зміїний (острів, Маврикій) поблизу Маврикія

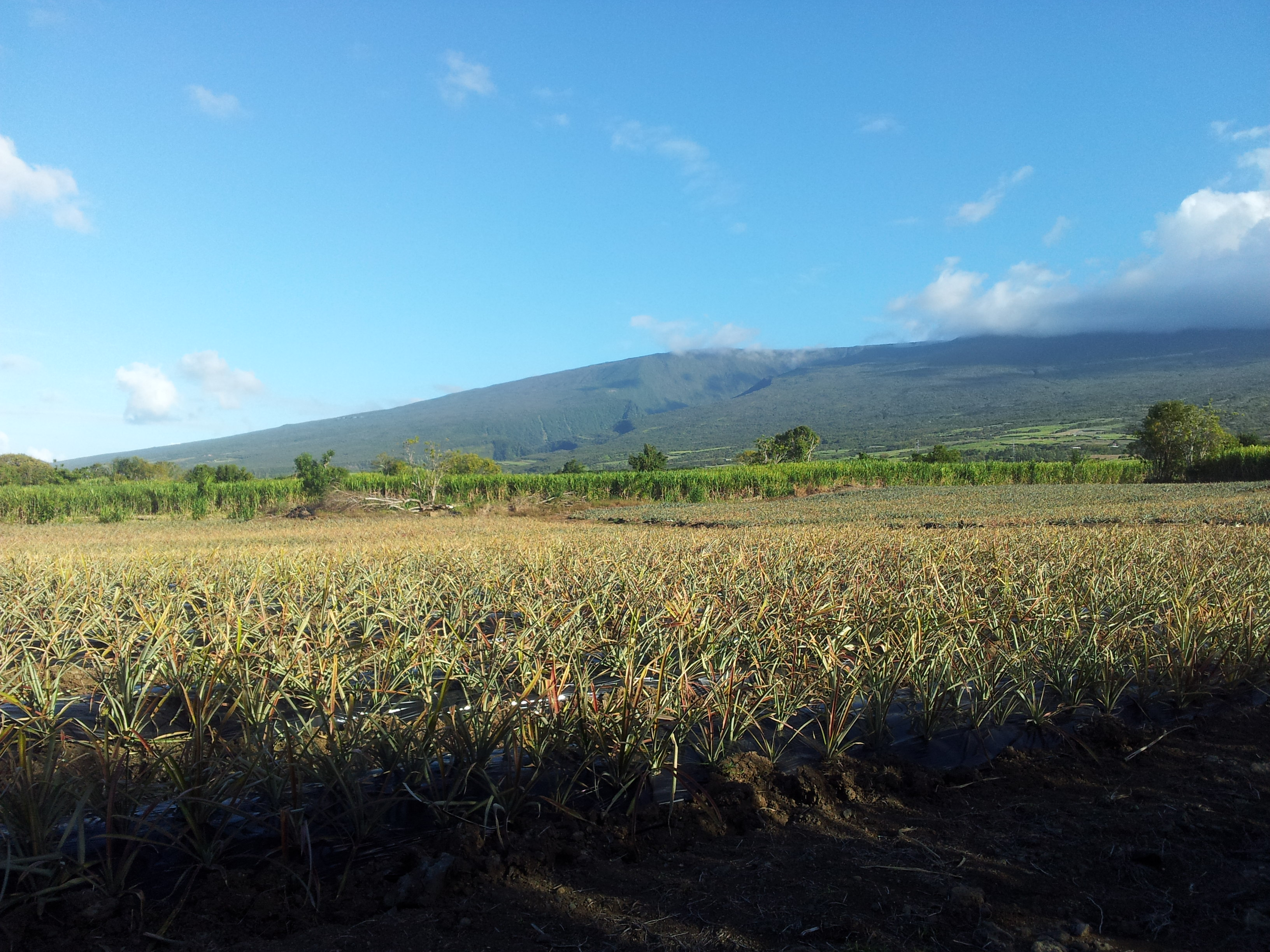
Ананасові поля на Реюньйоні

## Географія
Маскаренські острови, розташовані в Індійському океані на схід від Мадагаскару, включають три основні острови — Реюньйон, Маврикій і Родригес, а також кілька менших острівців. Реюньйон (2512 км²) є найбільшим та найзахіднішим островом архіпелагу. Він лежить за 700 км на схід від острова Мадагаскар. За 175 км на північний схід від Реюньйона розташований Маврикій (1874 км²), а за 580 км на схід від Маврикія — найменший та найсхідніший острів Родригес (104 км²). Острови Маврикій та Родригес належать Республіці Маврикій, а острів Реюньйон є заморським департаментом Франції.
Маскаренські острови мають вулканічне походження. Вони лежать на підводному Маскаренському плато, одному з фрагментів давнього материка Гондвани, а за їх формування відповідає гаряча точка Реюньйон, яка наразі знаходиться під однойменним островом. Маврикій утворився 7-10 мільйонів років тому, а Реюньйон і Родригес утворилися протягом останніх двох мільйонів років. Вулканічне походження визначає особливості географії Маскаренських островів, зокрема їх нерівний рельєф з численними ущелинами і скелястими вершинами. На островах регіону продовжує відбуватися вулканічна активність. Ґрунти на них переважно складаються з латеритів на різних стадіях формування, залежно від віку вулканічної материнської породи. 
Найвищими вершинами Маскаренських островів є два щитові вулкани Реюньйону — Пітон-де-Неж висотою 3069 м та Пітон-де-ла-Фурнез висотою 2525 м. Згаслий вулкан Пітон-де-Неж є найвищою горою в Індійському океані, а Пітон-де-ла-Фурнез є одним з найактивніших вулканів світу, який востаннє вивергався в липні 2023 року. Вершиною старого острова Маврикій є давно згаслий вулкан Пітон-де-ла-Петіт-Рив'єр-Нуар висотою лише 828 м. На північ від Маврикія лежить кілька невеликих острівців, а на схід і південний захід від нього розташовані коралові рифи. Острів Родригес має переважно низький рельєф. Більшу його частину займає плато, пологі пагорби якого порізані неглибокими долинами, а найвища вершина острова підіймається на висоту 390 м над рівнем моря. Родригес оточений великим бар'єрним рифом, деякі вершини якого підіймаються над водою.

## Клімат
На Маскаренських островах домінує тропічний клімат. У прибережних районах влітку (з грудня по квітень) середня температура становить 30 °C, а взимку (з травня по листопад) — 25 °C. В горах температура знижується і в середньому становить 18 °C. Взимку на найвищих вершинах Реюньйону може випасти сніг, хоча він швидко тане.
Панівними вітрами в екорегіоні є південно-східні пасати, які дмуть протягом всього року. Опадів випадає більше на навітряних схилах островів. На Маврикії середньорічна кількість опадів коливається від 1905 мм на навітряному південно-східному узбережжі до 890 мм на протилежному підвітряному узбережжі. В горах опадів випадає більше, від 2540 до 4445 мм. Час від часу в екорегіоні трапляються тропічні циклони, які приносять рясні зливи та сильні вітри, спричиняють ерозію та зсуви.

## Флора
До появи на Маскаренських островах людей у XVII столітті, Реюньйон, Маврикій та Родригес були вкриті вологими тропічними широколистяними лісами, флора яких, як це часто буває на віддалених островах, вирізнялася високим рівнем ендемізму. За століття значна частина природного рослинного покриву екорегіону була знищена, а на острови було завезено багато інтродукованих видів. 
Основними рослинними угрупованнями екорегіону є сухі низинні ліси, напівсухі склерофільні ліси, низинні дощові ліси, гірські хмарні ліси та високогірні вересові пустища, які формують п'ять чітко виражених рослинних зон, розподіл яких залежить від висоти над рівнем моря та режиму зволоження.
У прибережних районах островів поширені прибережні водно-болотні угіддя та заболочені ліси, які переходять у низинні дощові ліси на навітряних сторонах островів та у низинні сухі ліси на підвітряних сторонах. 
Сухі низинні ліси зустрічаються на підвітряних схилах островів, в районах, де середньорічна кількість опадів становить менше 1000 мм, на висоті до 200 м над рівнем моря. Основу цих лісів складають пальми, зокрема ендемічні маврикійські лантанії (Latania loddigesii), реюньйонські лантанії (Latania lontaroides), родригійські лантанії (Latania verschaffeltii) та принцесові пальми (Dictyosperma album), а також пальмоподібні пандани (Pandanus spp.).
Напівсухі склерофільні ліси поширені на островах Маврикій та Родригес на висоті до 360 м над рівнем моря, а також на західних схилах Реюньйону, на висоті від 200 до 750 м над рівнем моря, в районах, де середньорічна кількість опадів коливається від 1000 до 1500 мм. Серед дерев, що складають основу цих лісів, слід відзначити африканську маслину (Olea europaea subsp. cuspidata), іудове дерево (Cossinia pinnata), маскаренську терміналію (Terminalia bentzoe), сідероксилон Бутона (Sideroxylon boutonianum) та реюньйонський сідероксилон (Sideroxylon borbonicum), а також різні види хурми (Diospyros spp.), плеуростілій (Pleurostylia spp.), фетідій (Foetidia spp.), домбей (Dombeya spp.) та мімузопсів (Mimusops spp.). В чагарниковому ярусі напівсухих лісів зустрічаються ендемічні фікусолисті обетії (Obetia ficifolia) і різнолисті сколопії (Scolopia heterophylla), а також деякі вражаючі ендемічні види гібісків (Hibiscus spp.) та цантоксилів (Zanthoxylum spp.).
Густі низинні дощові ліси поширені в районах, де середньорічна кількість опадів коливається від 1500 до 6000 мм. Вони ростуть на східних схилах Маврикія на висоті від 800 до 900 м над рівнем моря та на західних схилах на висоті понад 360 м над рівнем моря, а на Реюньйоні — на висоті від 750 до 1100 м над рівнем моря. Основу низинних дощових лісів складають різноманітні вічнозелені дерева, а лісовий намет в них розташований на висоті 30 м над землею або вище. Серед дерев, що складають основу цих лісів, слід відзначити маскаренську ернандію (Hernandia mascarenensis), а також різні види мімузопсів (Mimusops spp.), лабурдоннасій (Labourdonnaisia spp.), калофіллумів (Calophyllum spp.), сизигіумів (Syzygium spp.), євгеній (Eugenia spp.) та сідероксилонів (Sideroxylon spp.). В підліску поширені чагарники, зокрема різні види гертнери (Gaertnera spp.), хассалії (Chassalia spp.), бертієри (Bertiera spp.) та кави (Coffea spp.), а також реюньйонські бамбуки (Nastus borbonicus), різні види орхідей, зокрема анггрек (Angraecum spp.) і бульбофіллумів (Bulbophyllum spp.), та папоротей, зокрема селезінників (Asplenium spp.), тонколистників (Hymenophyllum spp.), тонковолосів (Trichomanes spp.) та оленячих язиків (Elaphoglossum spp.).
Хмарні ліси поширені на гірських схилах, де випадає велика кількість опадів. На Реюньйоні вони зустрічаються на висоті від 800 до 1900 м над рівнем моря на східних схилах, де середньорічна кількість опадів становить 2000-10000 мм, на висоті від 1100 до 2000 м над рівнем моря на західних схилах, де середньорічна кількість опадів становить 2000-3000 мм. Станом на 2005 рік відносно незаймані хмарні ліси все ще вкривали приблизно 44 000 га високогір'їв Реюньйону. На Маврикії хмарні ліси обмежені невеликою територією на горі Кокотт на південному заході острова, на висоті понад 750 м над рівнем моря, де середньорічна кількість опадів становить 4500-5500 мм. Крони дерев формують в хмарних лісах густий лісовий намет на висоті 6-10 м над землею. Серед дерев, що складають основу хмарних лісів, слід відзначити різні види домбей (Dombeya spp.) (на Реюньйоні), монімій (Monimia spp.) та тамбурісс (Tambourissa spp.) (на обох островах). Підлісок складається з невисоких дерев та кущів, зокрема різних видів псіадій (Psiadia spp.) та мелікоп (Melicope spp.). Хмарні ліси багаті на епіфітні орхідеї, папороті, мохи та лишайники, на деревоподібні папороті ціатеї (Cyathea spp.) та на вусаті пальми (Acanthophoenix rubra). У хмарних лісах також зустрічаються три монодомінантні рослинні угруповання: ліси, у яких домінують гірські тамаринди (Acacia heterophylla), хащі, у яких домінує реюньйонська еріка (Erica reunionensis), та гіпервологі ліси, у яких домінують гірські пандани (Pandanus montanus).
На вершинах вулканів Реюньйону, вище верхньої межі лісу, на висоті понад 1800-2000 м над рівнем моря, поширені субальпійські чагарники. Середньорічна кількість опадів тут коливається від 2000 до 6000 мм, а взимку регулярно трапляються заморозки. Серед характерних чагарників, поширених у високогір'ях Реюньйону, слід відзначити реюньйонську еріку (Erica reunionensis), підмаренникову еріку (Erica galioides), білий бранль (Stoebe passerinoides), блискучу філіку (Phylica nitida) та різні види юбертії (Hubertia spp.) та псіадії (Psiadia spp.). На цих вересових пустищах також зустрічаються деякі ендемічні трав'янисті рослини, зокрема прирічна гетерохенія (Heterochaenia rivalsii), еріотрікс Коммерсона (Eriotrix commersonii) та реюньйонський чорнокорінь (Cynoglossum borbonicum).
Молоді лавові плато на вулканічних вершинах Реюньйону вкриті розрідженими трав'янистими луками, багатими на ендемічні трави, такі як реюньйонська костриця (Festuca borbonica), салазька мітлиця (Agrostis salaziensis) та кафрське перлове просо (Pennisetum caffrum), та на орхідеї, такі як реюньйонська діса (Disa borbonica). На вивітрених вулканічних субстратах зустрічаються вересові зарості та хащі голої софори (Sophora denudata), невеликого ендемічного дерева.
Флора екорегіону характеризується високим різноманіттям та рівнем ендемізму. Загалом на Маскаренських островах зареєстровано 955 місцевих видів квіткових рослин, що надежать до 323 родів та 108 родин. Більшість представників маскаренської флори мають мадагаскарське або африканське походження, однак невелика кількість видів походить з Азії. Більшість рослин регіону належить до родин Сапотові (Sapotaceae), Ебенові (Ebenaceae), Маренові (Rubiaceae), Миртові (Myrtaceae), Клузієві (Clusiaceae), Лаврові (Lauraceae), Бурзерові (Burseraceae), Молочаєві (Euphorbiaceae), Мальвові (Malvaceae), Піттоспорові (Pittosporaceae) та Бруслинові (Celastraceae).
Ендеміками екорегіону є приблизно 695 видів рослин з 38 родів, або майже 73 % від загальної флори. Особливий інтерес представляє високе різноманіття пальм, яке включає велику кількість ендемічних родів. Серед ендемічних родів пальм, поширених на Маскаренських островах, слід відзначити Latania, Hyophorbe,  Acanthophoenix,  Dictyosperma album та  Tectiphiala ferox, а серед інших ендемічних родів рослин —  Berenice,  Heterochaenia та Nesocodon.
Флора островів розвивалася разом з унікальною фауною архіпелагу протягом мільйонів років. Вимирання деяких маскаренських наземних тварин, спричинене людиною, та завезення людьми на острови екзотичних тварин призвело до зникнення деяких острівних рослин. Як приклад можна навести тамбалакокове дерево або дерево додо (Sideroxylon grandiflorum), яке перебуває під загрозою зникнення, оскільки нові рослини цього виду не проростають з насіння. Вимерлі дронти, черепахи та маврикійські папуги, а також кажани відігравали велику роль у розповсюдженні його насіння, оскільки проходження через шлунковий тракт тварин сприяло його проростанню. Занепад тамбалакокових дерев може також бути пов'язаним з інтродукованими макаками-крабоїдами (Macaca fascicularis), які знищують незріле насіння. Ще близько 100 ендемічних видів рослин вимерли внаслідок знищення природного середовища, а решта перебуває під загрозою зникнення. Серед рідкісних видів рослин, які перебувають під загрозою зникнення, слід відзначити Drypetes caustica та Tetrataxis salicifolia.

## Фауна
Після початку колонізації Маскаренських островів нідерландцями у XVII столітті більша частина місцевої фауни опинилася під загрозою зникнення. Внаслідок полювання, знищення природного середовища та появи на островах інтродукованих хижих тварин, близько 75 видів хребетних тварин повністю вимерли. Особливо постраждали маскаренські птахи, серед яких було багато нелітаючих видів. Найвідомішим птахом, який вимер внаслідок втручання людей, є додо або маврикійський дронт (Raphus cucullatus), який мешкав на острові Маврикій. Цей нелітаючий голубоподібний птах досягав близько метра в довжину і важив майже 20 кг. Він зник менш ніж за 30 років після заснування на острові першого поселення, і наразі вважається символом вимирання птахів. 
Серед інших вимерлих птахів, що зустрічалися на Маскаренських островах до появи на них людей, слід відзначити дронта-самітника (Pezophaps solitaria), родича додо, який жив на Родригесі, а також маскаренську чирянку (Anas theodori), реюньйонську каргарку (Alopochen kervazoi), маврикійську каргарку (Alopochen mauritiana), маскаренського фунінго (Nesoenas rodericanus), маврикійського фунінго (Alectroenas nitidissimus), родригійського фунінго (Alectroenas payandeei), маврикійського голуба (Columba thiriouxi), реюньйонського ібіса (Threskiornis solitarius), маскаренського папугу (Mascarinus mascarinus), маврикійського папугу (Lophopsittacus mauritianus), реюньйонського папугу (Psittacula bensoni), сизого папугу (Psittacula exsul), родригійського папугу (Necropsittacus rodricanus), реюньйонського квака (Nycticorax duboisi), маврикійського квака (Nycticorax mauritianus), родригійського квака (Nycticorax megacephalus), іржастого пастушка (Aphanapteryx bonasia), реюньойнського пастушка (Dryolimnas augusti), родригійського пастушка (Erythromachus leguati), реюньйонську султанку (Porphyrio coerulescens), маскаренську лиску (Fulica newtonii), реюньйонського шпака (Fregilupus varius), маврикійського шпака (Cryptopsar ischyrhynchus), родригійського шпака (Necropsar rodericanus), родригійську горовану (Hypsipetes cowlesi), реюньйонського фуді (Foudia delloni), реюньйонську сплюшку (Otus grucheti), маврикійську сплюшку (Otus sauzieri), родригійську сплюшку (Otus murivorus) та реюньйонського боривітра (Falco duboisi).
Наразі на Маскаренських островах зустрічається 20 ендемічних видів птахів. На Реюньйоні живуть реюньйонські луні (Circus maillardi), реюньйонські шикачики (Lalage newtoni), реюньйонські горовани (Hypsipetes borbonicus), реюньйонські окулярники (Zosterops olivaceus), білогузі окулярники (Zosterops borbonicus) і реюньйонські трав'янки (Saxicola tectes), на Маврикії — рудохвості голуби (Nesoenas mayeri), маврикійські боривітри (Falco punctatus), острівні папуги (Psittacula eques), маврикійські шикачики (Lalage typica), маврикійські горовани (Hypsipetes olivaceus), маврикійські окулярники (Zosterops chloronothos), попелясті окулярники (Zosterops mauritianus) та маврикійські фуді (Foudia rubra), а на Родригесі — родригійські очеретянки (Acrocephalus rodericanus) та родригійські фуді (Foudia flavicans). Маврикійські салангани (Aerodramus francicus) та маскаренські монархи-довгохвости (Terpsiphone bourbonnensis) мешкають як на Маврикії, так і на Реюньйоні. Моделі різноманіття та ендемізму наземних птахів екорегіону подібні до тих, що існують на тихоокеанських островах, за винятком того, що висота над рівнем моря є більш важливою для пояснення варіацій ендемізму тут, ніж деінде. Більшість ендемічних птахів Маскаренських островів обмежені залишками лісів, хоча деякі з них також колонізували плантації, які вкривають більшу частину островів.
На Маскаренських островах також гніздиться багато морських птахів. В горах Реюньйону гніздяться ендемічні реюньйонські тайфунники (Pterodroma baraui) та дуже рідкісні, ендемічні маскаренські тайфунники (Pseudobulweria aterrima), популяція яких нараховує близько 100 пар. На острові Іль-Ронд, який лежить на північний схід від Маврикія, розташовані великі гніздові колонії клинохвостих буревісників (Ardenna pacifica), реюньйонських буревісників (Puffinus bailloni), червонохвостих фаетонів (Phaethon rubricauda) та білохвостих фаетонів (Phaethon lepturus). Це єдине місце в Індійському океані, де гніздяться тринідадські тайфунники (Pterodroma arminjoniana) та тонкодзьобі бульверії (Bulweria bulwerii). 
Місцеві ссавці на Маскаренських островах представлені виключно рукокрилими. На Реюньйоні зустрічаються ендемічні реюньйонські молоси (Mormopterus francoismoutoui), на Маврикії — маврикійські молоси (Mormopterus acetabulosus), а на Родригесі — родригійські крилани (Pteropus rodricensis). Ендемічні маврикійські крилани (Pteropus niger) зустрічаються як на Маврикії, так і на Реюньйоні, як і маврикійські склеповики (Taphozous mauritianus), широко поширені кажани, які також зустрічаються в Африці та на Мадагаскарі. Раніше на Маврикії та Реюньйоні також зустрічалися ендемічні чорнуваті крилани (Pteropus subniger), однак вони вимерли у XIX столітті. Реюньйонські гладконоси (Scotophilus borbonicus), які жили на острові Реюньйон, можливо, також вимерли, оскільки не спостерігался з кінця XIX століття.
Наразі в екорегіоні зустрічається 14 ендемічних видів плазунів, у тому числі дев'ять геконів фельзум (Phelsuma). Ендеміками невеликого острова Іль-Ронд поблизу Маврикія є раундські удави (Casarea dussumieri), раундські сцинки (Leiolopisma telfairii), раундські фельзуми (Phelsuma guentheri), нічні гекони Дарелла (Nactus durrellorum) та не так давно вимерлі раундські болиєрії (Bolyeria multocarinata). Також на Іль-Ронді зустрічаються рідкісні сцинки Боєра (Gongylomorphus bojerii) та змієокі сцинки Бутона (Cryptoblepharus boutonii). Ці види раніше зустрічалися на самому Маврикії, однак вимерли на ньому внаслідок знищення природного середовища і хижацтва інтродукованих тварин, при чому невеликі популяції збереглися на сусідніх острівцях, куди пацюки та інші хижаки не могли потрапити. Раніше на Реюньйоні , Маврикії та Родригесі мешкало п'ять видів велетенських маскаренських черепах (Cylindraspis), однак наразі вони вимерли. Зараз в екорегіоні зустрічаються інтродуковані мадагаскарські променисті черепахи (Astrochelys radiata), а на узбережжях островів відкладають яйця бісси (Eretmochelys imbricata), рідкісні морські черепахи.
На Маврикії і Реюньйоні мешкають маскаренські жаби (Ptychadena mascareniensis), як, можливо, були завезені на острів. На Маврикії також живуть інтродуковані африканські звичайні жаби (Sclerophrys gutturalis) та ропухи-ага (Rhinella marina). Ендемічні амфібії на островах регіону відсутні, натомість тут зустрічається багато ендемічних безхребетних, зокрема метелики Papilio manlius, ендеміки ущелини Чорної річки на Маврикії. На Маврикії живе багато ендемічних наземних равликів, з яких 30 % вимерли, а ще 30 % перебувають під значною загрозою зникнення через конкуренцію та хижацтво з боку інвазивних рожевих вовчих равликів або равликів-канібалів (Euglandina rosea).

## Збереження
На Маскаренських островах відбулася значна втрата первинного лісового покриву. За оцінками, на Реюньйоні менше 40 % острова вкрито природною рослинністю, на Маврикії збереглося лише близько 5 % рослинного покриву, а на Родригесі природна рослинність займає близько 1 % від загальної площі суходолу. Втрату середовища існування спричинили різні чинники. На Реюньйоні ліси вирубуються з метою перетворення на сільськогосподарські угіддя, а інтродукція чужорідних рослин призводить до деградації їхніх решток. На Маврикії природні ліси були заміщені плантаціями цукрової тростини і чаю та хвойними насадженнями. На Родригесі завдяки перелоговій системі землеробства та поширенню інтродукованих тварин ліси перетворилися на відкриті савани, по яким розкидані дерева, а решту місць існування заполонили інвазивні рослини. Крім того втрата природних середовищ посилюється високою густотою населення. На Маврикії вона становить 618 осіб/км² і є однією з найвищих у світі, а на Реюньйоні — 350 осіб/км².
Залишки природних ландшафтів на Маскаренських островах є значно фрагментованими через антропогенну діяльність, яка триває з XVII століття. На Реюньйоні більшість залишків лісів зустрічаються на великих висотах, а в низинах ліси здебільшого обмежені стрімкими річковими долинами. На Маврикії більшість природних лісів ростуть на південному заході острова, в районі ущелини Чорної річки. Навіть тут природні ландшафти перебувають під великою загрозою. На Родригесі залишки лісів зустрічаються невеликими осередками на вершинах пагорбів та на крутих берегах річок. Природний рослинний покрив Родригесу та ареали місцевих рослин і тварин, ймовірно, є одними з найбільш фрагментованих в усьому світі.
Значною загрозою для збереження природи екорегіону є поширення інтродукованих видів тварин. Інтродуковані травоїдні тварини, зокрема яванські замбари (Rusa timorensis), дикі свині (Sus scrofa), макаки-крабоїди (Macaca fascicularis), сірі зайці (Lepus europaeus), індійські зайці (Lepus nigricollis), європейські кролі (Oryctolagus cuniculus), здичавілі свійські кози (Capra hircus) і навіть гігантські ахатини (Lissachatina fulica), призводять до знищення природного рослинного покриву та ендемічних видів рослин. Інтродуковані хижі тварини, такі як чорні пацюки (Rattus rattus), сірі пацюки (Rattus norvegicus), хатні миші (Mus musculus), хатні сункуси (Suncus murinus), малі мангусти (Urva auropunctata), звичайні тенреки (Tenrec ecaudatus) та здичавілі коти (Felis catus) полюють на дорослих і молодих ендемічних тварин, а інтродуковані птахи, яких в екорегіоні нараховується близько 30 видів, витісняють місцевих птахів та полюють на них.
Оцінка 2017 року показала, що 2079 км², або 48 % екорегіону, є заповідними територіями. Основною природоохоронною територією Маврикія є Національний парк ущелини Чорної річки площею 67,54 км². Також на Маврикії розташовані Національний парк Бра-д'О, Національний парк Айлетс, Природний заповідник Пер'є, Природний заповідник Кор-де-Гард, Природний заповідник Ле-Пус, Природний заповідник Іль-Ронд, Природний заповідник Іль-о-Егрет та Природний парк Монверт. На Реюньйоні розташовані Реюньйонський національний парк, який займає 1053,84 км², або 63,13 % території острова, та Національний природний заповідник Етан-де-Сен-Поль, а на Родригесі — Природний заповідник Гранд-Монтань, Природний заповідник Анс-Кітор та Заповідник Франсуа Лега.